# Jean Frijns

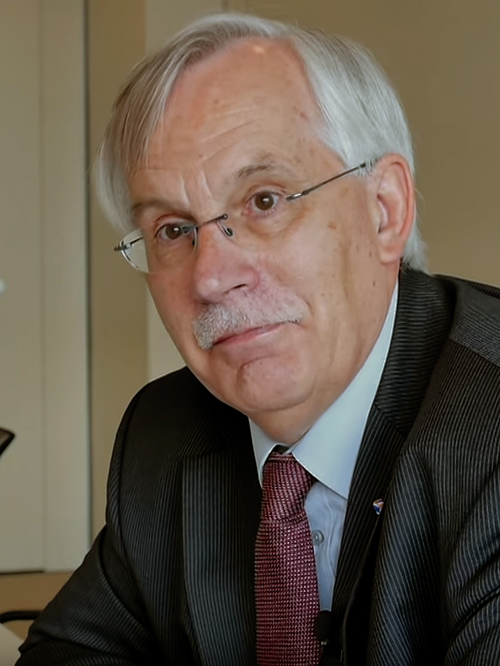
Jean Frijns (2016)

Jean Marie Guillaume Frijns (Heerlen, 1947) is een Nederlands topfunctionaris.
Frijns studeerde in de jaren zestig econometrie aan de Universiteit van Tilburg. Hij studeerde af in 1971 en promoveerde in 1979. Hierna ging Frijns aan de slag bij het CPB, waar hij onderdirecteur werd. In 1988 werd hij aangenomen in het pensioenfonds ABP. In 1993 kreeg hij daar de leiding over de beleggingsafdeling. Hij bleef op deze functie tot 2005, waarna hij werd opgevolgd door Roderick Munsters. In 1995 werd hij hoogleraar Beleggingsleer aan de Vrije Universiteit. Hij was vanaf 1 januari 2014 president-commissaris bij Delta Lloyd. Hij stapt op per 1 oktober 2015 na het vonnis van de Rotterdamse rechtbank van 31 juli 2015 inzake het handelen met vertrouwelijke voorkennis door de verzekeraar ten tijde van het invoeren van de UFR-methodiek.

## Commissies-Frijns
In 2005 werd hij aangesteld als voorzitter van een commissie die de aanbevelingen van de commissie-Tabaksblat op het gebied van corporate governance moest toetsen. De commissie-Frijns heeft zich met name gericht op het beloningsbeleid in de top van ondernemingen. Dit heeft in 2008 geresulteerd in de 'code-Frijns', een herziene versie van de 'code-Tabaksblat' uit 2003.
In januari 2010 bracht de Commissie  Frijns met zijn naam verslag uit over de toekomst van het pensioenstelsel.